# William Kennedy Dickson
William Kennedy Laurie Dickson (Le Minihic-sur-Rance, 1860. augusztus 3. – Twickenham, 1935. szeptember 28.) brit filmrendező, producer, operatőr, színész.

## Pályája
Franciaországban született angol-skót szülők gyermekeként.1879-ben Dickson, édesanyja és két lánytestvére Virginiába költözött.
1879-től Edisonnak dolgozott New Yorkban. Ő „rendezte” Edison első filmjeit. Egyik munkája – a világon az egyik első politikai propagandafilm – McKinley republikánus elnökjelölt kampányát volt hivatva segíteni.
A filmek munkálatait előbb New Jersey-ben, majd a Black Maria stúdióban végezték.
1897-ben Dickson visszatért Európába.

## Publikációi
- The Biograph in Battle (Flicks Books, UK, reprinted in 1995)
- A Brief History of the Kinetograph, the Kinetoscope and the Kinetophonograph (SMPTE Journal, Vol 21, December 1933)
- An Authentic Life of Edison. The Life and Inventions of Thomas Alva Edison. (Antonia Dicksonnal közösen, 8 volumes. New-York. Thomas Y. Crowell & Co. 1894)[3]